# Vastagcsőrű pacsirta
A vastagcsőrű pacsirta (Ramphocoris clotbey) a verébalakúak (Passeriformes) rendjébe, ezen belül a pacsirtafélék (Alaudidae) családjába és a Ramphocoris nembe tartozó egyedüli faj.

## Rendszerezése
A fajt Charles Lucien Jules Laurent Bonaparte francia ornitológus írta le 1850-ben, a Melanocorypha nembe Melanocorypha clot-bey néven.

## Előfordulása
Afrika északi részén, és az Arab-félszigeten, Algéria, Irak, Izrael, Jordánia, Líbia, Marokkó, Mauritánia, Nyugat-Szahara, Szaúd-Arábia, Szíria és Tunézia területén honos.
Természetes élőhelyei a szubtrópusi és trópusi sivatagok, gyepek és cserjések. Vonuló faj.

## Megjelenése
Testhossza 18 centiméter.

## Életmódja
Magokkal, növényekkel és rovarokkal táplálkozik. Februártól májusig költ.

## Természetvédelmi helyzete
Az elterjedési területe rendkívül nagy, egyedszáma pedig stabil. A Természetvédelmi Világszövetség Vörös listáján nem fenyegetett fajként szerepel.